# Lía Victoria Borrero González
Lía Victoria Borrero González - królowa piękności Panamy z 1996 roku i Miss International z 1998 roku.
W 1997 startowała w konkursie na Miss Universe, gdzie znalazła się w pierwszej szóstce. Rok później pojechała do Japonii na zgrupowania Miss International. 26 września 1998 roku zdobyła koronę Miss International.